# STS-63
STS-63 (englisch Space Transportation System) ist eine Missionsbezeichnung für das US-amerikanische Space Shuttle Discovery (OV-103) der NASA. Der Start erfolgte am 3. Februar 1995. Es war die 67. Space-Shuttle-Mission und der 20. Flug der Raumfähre Discovery.

## Mannschaft

### Hauptmannschaft
- James Wetherbee (3. Raumflug), Kommandant
- Eileen Collins (1. Raumflug), Pilotin
- Michael Foale (3. Raumflug), Missionsspezialist
- Janice Voss (2. Raumflug), Missionsspezialistin
- Bernard Harris, (2. Raumflug), Missionsspezialist
- Wladimir Titow (3. Raumflug), Missionsspezialist  Russland

### Ersatz
- Sergei Krikaljow  für Titow

## Missionsüberblick

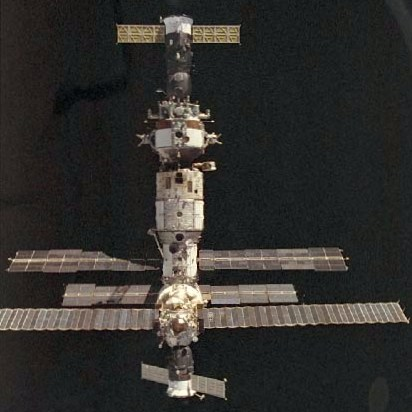
Mir von Discovery aufgenommen

STS-63 führte das erste Rendezvous einer US-Raumfähre (mit Pilotin Collins erstmals von einer Frau gesteuert) mit der russischen Station Mir durch, die zu dieser Zeit mit Alexander Wiktorenko, Waleri Wladimirowitsch Poljakow und Jelena Kondakowa besetzt war. Die Discovery näherte sich Mir bis auf elf Meter, hielt diese Position eine viertel Stunde und zog sich dann auf eine Distanz von 122 Metern zurück. Im weiteren Verlauf der Mission setzte Kosmonaut Titow die Plattform SPARTAN 204 aus (MET 04/06:50) und fing sie wieder ein (MET 06/06:11). Außerdem verließen die beiden Missionsspezialisten Bernard Harris und Mike Foale die Raumfähre für einen viereinhalbstündigen Außenbordeinsatz zur Erprobung des neu konzipierten Raumanzuges (im Hinblick auf Wärmedämmung). Außerdem sammelten sie Erfahrung im Handhaben von schweren Massen im All (SPARTAN-Satellit).